# Station Villereversure
Station Villereversure is een spoorwegstation in de Franse gemeente Villereversure.